# テネース

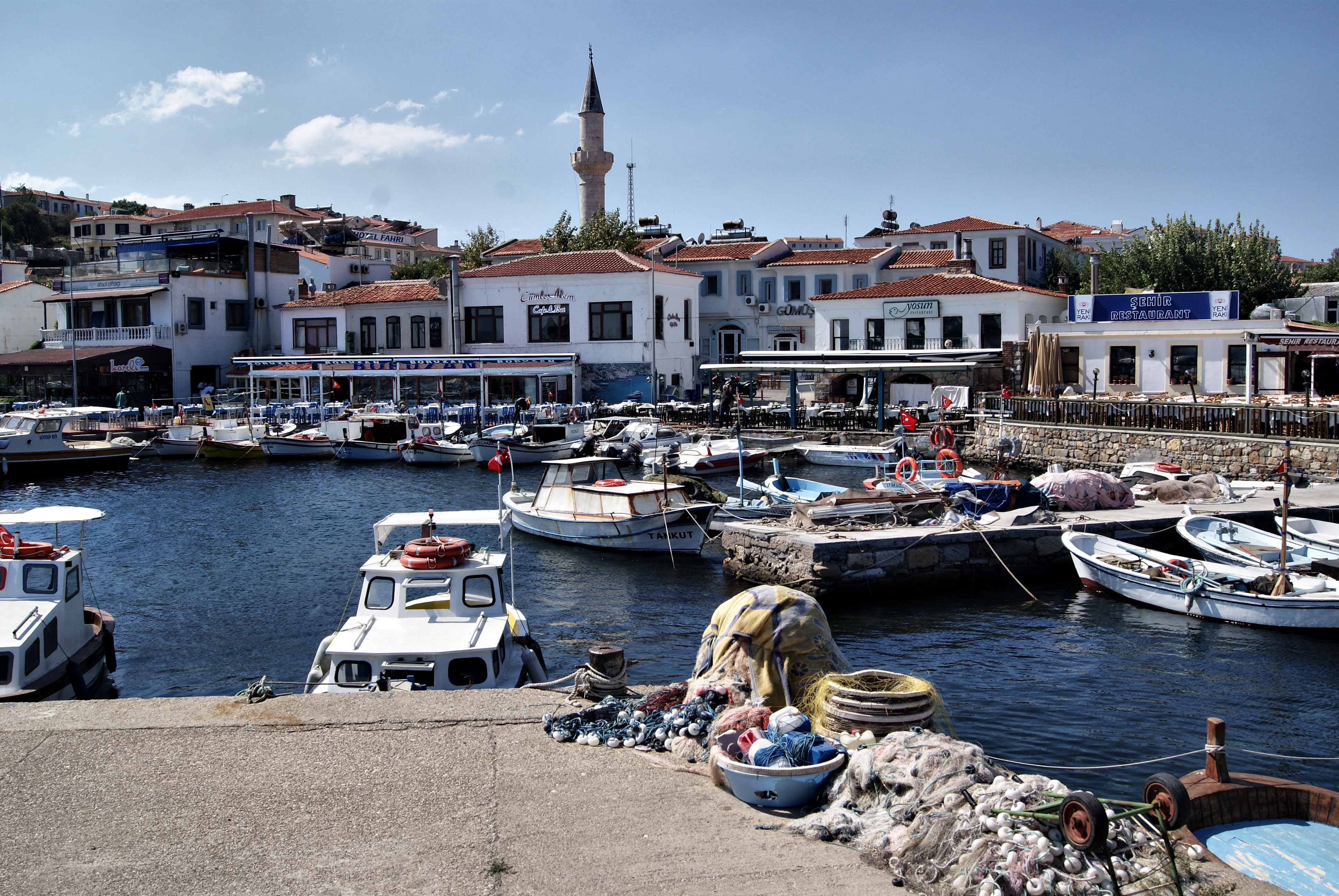
現在のテネドス島。

テネース（古希: Τέννης, Tenēs）は、ギリシア神話の人物である。テネドス島の王。長母音を省略してテネスとも表記される。アポローン神の息子キュクノスとトロイア王ラーオメドーンの娘プロクレイアの息子で、ヘーミテアーと兄弟。パウサニアスによると、ポセイドーンの息子でトローアス地方の都市コローナイを支配したキュクノス王と、ラーオメドーンの孫娘のプロクレイアの間に生まれた息子で、ヘーミテアーと兄弟。

## 神話

### 流離譚
父キュクノスはプロクレイアの死後、新たにクラガソスの娘ピロノメー（ピュロノエー）と結婚した。ところがこの後妻はテネースに道ならぬ恋をして言い寄ったが、テネースは拒んだ。このためピロノメーはことが露見することを恐れてテネースに関係を迫られたと偽りの訴えをし、エウモルポスなる笛吹きを証人に立てた。キュクノスはこれを信じ、自分の息子を娘のヘーミテアーもろとも箱に入れて海に流した。レウコプリュス島に漂着したテネースは島に住み、島を自らの名前にちなんでテネドス島と名づけた。後にキュクノスは真実を知り、エウモルポスを石打ちで殺し、ピロノメーを生き埋めにして殺した。またキュクノスは許しを請うためにテネドス島を訪れたが、テネースは怒って海岸の岩にかけられた船のもやい綱を斧で切断した。この故事にちなんで頑なに拒む人間のことを「テネースの斧で切った」と表現するようになった。
シケリアのディオドロスもまた同様の流離譚について言及しているが、詳細は省き、笛吹きが不利な証言をしたため、テネドス島にあるテネースの聖域に笛吹きが入るのを禁じたという話を伝えている。また実際には伝承に言われている通りではなく、テネースは自ら移民団を率いて対岸のレウコプリュス島に渡り、優れた王となって支配したため、人々は死後テネースの聖域を造営し、犠牲の儀式を歴史時代まで続けていたとも述べている。

### 死
ギリシア人の軍団がパリスにさらわれたヘレネーを取り戻すため、小アジア沿岸に押し寄せたとき、テネースはギリシア人の船に向けて石を投じた。一方、アキレウスは母テティスから「テネースを殺した者はアポローンの報復を受けて死ぬであろう」と予言されていたが、アキレウスは忠告に耳を貸さず、テネースを斬り殺した。
アポロドーロスによると、ギリシア人はテネドス人との戦いの後、アポローンに犠牲を捧げた（おそらくテネース殺害の許しを請うため）。この儀礼の最中にピロクテーテースは毒蛇に噛まれ、傷口が回復せずに悪臭を放ったため、レームノス島に放置されたとしている。トロイア戦争後、アガメムノーンの許可を得て、テネドス島の捕虜がコリントス地方のテネアと呼ばれる場所に移住したと伝えられている。そのため彼らは神々の中でも特にアポローンを崇拝した。
テネースの死が散逸した叙事詩『キュプリア』で言及されていたかどうかは不明である。テネドス島の聖域では笛吹きの侵入のほかに、アキレウスの名前を口に出すことが禁じられていた。